# 2009年魔獸世界中國大陸代理權更替事件
2009年魔獸世界中國大陸代理權更替事件是指著名网络游戏《魔兽世界》中华人民共和国服务器的代理权在2009年由第九城市变更为网易并引发的一系列事件。该事件影响甚广，不仅仅局限于游戏娱乐行业，受到中国网民高度关注，并引发众多效应。

## 事件背景
2004年1月，第九城市从暴雪娱乐的母公司维旺迪手中获得魔兽世界在中华人民共和国的服务器代理权。魔兽世界在中国大陆运营后取得了巨大的成功，至2009年在中国大陆网络游戏行业占据统治地位已长达五年，魔兽世界也成为第九城市的收入支柱，至代理权更换事件前夕，魔兽世界占据第九城市90%收入的巨大份额。2007年，第九城市为了摆脱必须依靠魔兽生存的处境，开始代理其他网络游戏厂商的游戏，包括暴雪娱乐的竞争对手美国艺电的网游，2007年5月21日，艺电以1.67亿美金入股九城15%股权，引起暴雪的极大不满，而至2008年，第九城市对魔兽世界的运营态度与魔兽世界在中国大陆的火爆程度极不相称，包括资料片《魔兽世界：燃烧的远征》在中国大陆延期长达8个月才开放、资料片中所有小版本补丁更新进度均与世界脱节、部分大区服务器（第五大区最为明显）低劣的服务器质量带来极差的游戏体验（例如极高的网络延迟导致黑暗神殿6号首领灵魂之匣的技能极难被打断）、愈来愈严重的盗号问题等等。众多因素使得暴雪开始考虑终止同第九城市的合作关系。
2008年4月14日，第九城市发布消息，已经和暴雪达成协议，续签了《魔兽世界：巫妖王之怒》在中国大陆地区的运营权。然而此时九城和网易实际正在暗中激烈争夺魔兽世界国服的后续代理权，此协议后来变成一纸空文。
2008年8月，网易获得暴雪娱乐开发的星际争霸2以及后续暴雪在中国大陆架设的战网的代理权，标志着暴雪与第九城市合作关系正式破裂，也是暴雪与网易合作的开始。

## 事件前期
2009年4月14日，有消息称网易将可能取代九城从暴雪手中获得魔兽世界在中华人民共和国市场（以下简称为国服）的代理权，但被质疑为假消息。
北京时间2009年4月16日下午15:40，暴雪娱乐正式宣布，把《魔兽世界》在国服的代理运营权由第九城市转交给网易，为期3年，消息得到证实。消息发布后引起轩然大波，由于魔兽世界在中国大陆正处于巅峰时期，巨大数量的玩家开始关心如何能保障自身的权益。随后网易马上发布了针对玩家疑问的说明文章，就代理权转换期间数据过渡、玩家账号安全、服务器开放以及有关巫妖王之怒资料片的情况向玩家及时予以说明，与第九城市不闻不问的态度形成强烈反差。随后当天第九城市的股价在纳斯达克大跌24.66%。
2009年4月17日，九城宣布将开放几个服务器：九区刀塔将于4月21日开放，十区奎尔丹纳斯将于4月24日开放，众多玩家对于九城已经失去代理权却仍开新服表示不理解，认为九城“是在捞最后一票”。
2009年4月24日，第九城市在公司大楼挂起了“九城与你荣辱与共”的横幅。当天九城很多员工都注意到公司将两个写上“九城与你荣辱与共”字样的横幅挂在大楼里客服部门所在地的窗户外。
2009年5月5日上午，据第九城市方面的人士透露，根据九城与暴雪公司的协议，九城将在6月7日关停《魔兽世界》服务器。随后工作将由网易接手，进入过渡期，过渡期时间长短未知。
2009年5月12日，魔兽世界国服例行维护结束后，许多玩家发现游戏登录界面下方的《魔兽世界中文版使用条款协议》有针对账号所有权的修改，对部分玩家造成恐慌。对此暴雪于5月13日发文解释：本次用户协议的修改早已于2008年10月就作出，但当时由于暴雪的疏忽，所以该协议仅仅出现在九城的魔兽官网上，而在游戏客户端上没有得到显示。此次更新补丁中服务条款的更新，实际上是2008年10月就已修改条款的一次“迟到”。暴雪就此对玩家道歉，并澄清，这与《魔兽世界》代理更换并无关系。。然而此时大多数玩家开始意识到更换代理可能并不如想象中那样顺利。
2009年5月27日晚，准备接手魔兽世界国服的网易CEO丁磊和暴雪娱乐CEO迈克·莫汉联手发出一封公开信，说明了6月7日服务器关闭之前以及关闭之后的工作，并提到计划在2009年6月下旬开放第一批服务器，并在几周内开放其他全部服务器（虽然事后并未如愿）。
2009年5月30日，魔兽世界过渡团队发表《关于角色和游戏时间数据的说明》，网易获得魔兽世界国服全部的数据。
2009年6月4日下午，第九城市魔兽世界终止运营过渡网站(wow.the9.com)上线。该网站界面非常朴素，仅仅是一个《魔兽世界》logo，以及一个公告栏，除此之外再无任何点缀。九城称，该网站旨在为玩家提供关于终止运营后的所有相关问题解决方案。
该站第一份公告是“《魔兽世界》中国大陆地区运营停止公告”，九城第一次书面正式宣布将于2009年6月7日凌晨终止《魔兽世界》运营，并对玩家游戏点卡时间、已购未充点卡退款等情况进行说明。另从九城内部消息人士处获悉，九城已将其运营魔兽的官网域名wowchina.com转给暴雪。然而网易在接受代理权之后数年才重新启用wowchina.com这个域名，并与其他数个域名同时作为魔兽世界国服官方网站域名。

## 事件高潮
2009年6月7日0时，《魔兽世界》国服正式进入代理移交过渡期，服务器关闭并由网易旗下公司上海网之易网络科技发展有限公司接手，同时也代表了第九城市正式与暴雪娱乐分道扬镳。同日，网之易向北京市新闻出版局（版权局）上报《魔兽世界：巫妖王之怒》，版权局开始漫长的内容审批。第一次内容审批工作完成后。审批反馈要求对一部份游戏内容进行修改。同时，新闻出版总署允许网之易于2009年7月30日开启内测，不得收费，不得开启新用户注册。
在换代理关服的一个半月时间里，大批曾经奋战在艾泽拉斯世界却突然失去“家园”而无所事事的国服魔兽“难民”大量涌入魔兽世界台服及私服、其他同类MMORPG网游、各大游戏及综合网络BBS论坛等地，并引发了一系列网络事件（参见台服蝗虫、贾君鹏事件、网瘾战争、杨永信、陶宏开）。而其他同类MMORPG网游厂商及代理商亦纷纷抓住此次难得的机会打出极具针对性的广告（此前魔兽世界在中国大陆已经统治网游行业5年从未被动摇），例如金山软件运营的剑侠情缘网络版叁打出“一个世界的门关闭了,一扇武侠的门打开了”、“世界离你远去，江湖为你而生”，盛大网络运营的永恒之塔打出“当世界关上大门,我们还有永恒”、“联盟部落两大专区开放”等明显针对魔兽换代理事件的诱惑性广告。
2009年7月23日，网之易魔兽世界官网发布消息，国服将于7月30日起开始内测，版本为燃烧的远征3.1.3.9981，预计内部测试一周；随后网易又发布了15M的更新补丁，版本号为3.1.3.10146，但游戏当中的一些骷髅图标被替换成箱子、盒子或包，即所谓“和谐”。
2009年7月30日凌晨4点，经过一个半月的停服后，国服重新开放，并且免费近两个月，惟不能注册新账户。然而这个被简称为3.13的版本后来竟持续了一年零一个月，直到2010年8月31日巫妖王之怒在中国大陆正式开服才结束，加上更换代理前第九城市持续6个月的3.05版本，这个被称为“末日的回响”的巫妖王之怒前夕版本在魔兽世界中国大陆服务器竟然共持续了一年零七个月（不含换代理停服的一个半月时间），这段时间因此被中国大陆魔兽玩家称为“万年TBC”，此段时期带来的高端PVE副本（海加尔峰、黑暗神殿及太阳之井高地）及高端PVP（竞技场第四赛季）装备大众平民化、用80级的天赋打70级的副本造成副本难度大大降低、部分职业过强（惩戒骑士、奥法）造成了国服在版本大大落后于全球服务器的情况下竟然持续繁荣，玩家数量节节攀升，但也带来了玩家极度拜金、玩家群体素质降低等不良的风气，对魔兽世界国服之后数年的发展产生了深远的影响。
2009年9月19日，网之易发布公告，宣布魔兽世界在中国大陆重新正式营运，并开始收费、恢复新账户注册；然而同年11月2日，新闻出版总署发表通知称，网之易代理的《魔兽世界》在未经允许的情况下擅自开始运营，因此终止对《魔兽世界（燃烧的远征）》的审查，退回引进《魔兽世界》游戏的申请，并作出处罚，要求网之易立即停止对游戏的收费运营，关闭新帐号注册，但几小时后，文化部文化市场司网络文化处处长刘强称版署是违反三定规定的，只有文化部才有权利查处网游市场。目前《魔兽世界》收费营运以及注册新帐号均属于合法行为。1月3日，文化部在第七批违法游戏产品及经营活动新闻通气会上表示，版署日前的终止通知，是不符合三定规定等，明显属于越权行为。由此产生文化部和新闻出版总署“神仙打架”之争，而网之易并未停止对《魔兽世界》的正常商业运营。
2010年2月7日，网之易发布公告，宣布从2010年2月8日起暂停新用户注册，同时从2月8日至2月14日每天向玩家赠送3小时游戏时间。另外，网之易将向新闻出版总署重新提交《魔兽世界：燃烧的远征》网游出版申请（此时燃烧的远征已运营两年有余）。第二日，新闻出版总署发布公告，宣布受理该申请，重新开始游戏内容审批；4天后宣布批准该申请，至此《魔兽世界》在中国大陆地区终于得以完全恢复正常营运，代理权更替事件完全结束。

## 后续
魔兽世界国服恢复正常营运后，仍无法通过《魔兽世界：巫妖王之怒》资料片的审批，而此时全球服务器已纷纷更新，国服已被远远甩在后面，看似几乎已不可能追上世界的脚步。
早在2009年12月，魔兽世界除国服之外全球服务器便已迎来巫妖王之怒的最高潮补丁-Patch 3.3“巫妖王的陨落”，当巫妖王阿尔萨斯已经作古，国服魔兽世界玩家却仍然只得以每周通刷太阳之井高地为乐（玩家自嘲为“刷马桶”，把太阳井比作马桶）。由此也产生了“站在蛋蛋的尸体上看别人打NAXX”的辛酸笑话（国服07年更新燃烧的远征同样大幅度落后世界）。
2010年7月1日，魔兽世界除国服之外全球服务器开始实装巫妖王之怒资料片的最后一个小型补丁-Patch 3.3.3，这个补丁新增了一个团队地下城-红玉圣殿，为4.0资料片大地的裂变提供故事衔接。而此时国服的巫妖王之怒仍未开放，虽然有消息称巫妖王之怒将于8月开放，但仍很不明朗。
2010年8月9日晚，网易《魔兽世界》官网今日晚间向玩家发布通告，《魔兽世界：巫妖王之怒》今日已完成所有审批手续，即将正式运营。
2010年8月24日，美国暴雪娱乐公司和网易公司联合宣布，《魔兽世界：巫妖王之怒》将于2010年8月31日在中国大陆正式发布。
北京时间2010年8月31日中午12:30分，《魔兽世界：巫妖王之怒》在魔兽世界中华人民共和国服务器正式开放。此时距离魔兽世界除中华人民共和国以外的全球服务器开放巫妖王之怒资料片已近两年。
魔兽世界的后续资料片，国服虽仍落后全球服务器版本，但网易一直努力缩小版本差距。2012年10月2日，魔兽世界第四部资料片熊猫人之谜在国服上线，这是第一次国服与全球准同步上线（欧洲服务器9月25日上线），但此时MMORPG已开始衰落，魔兽世界亦不如之前火爆，游戏王者地位逐渐被英雄联盟及之后的王者荣耀等MOBA类游戏代替，不再受到中国政府部门过多“关照”或许亦为魔兽世界国服能实现全球同步的重要原因之一。
熊猫人之谜之后的版本，国服均能做到与世界同步更新。（由于时差原因落后美服2天，欧服1天，与亚洲服务器同步更新）